# Fuirena felicis
Fuirena felicis är en halvgräsart som beskrevs av Sheila Spenser Hooper. Fuirena felicis ingår i släktet Fuirena och familjen halvgräs. IUCN kategoriserar arten globalt som sårbar. Inga underarter finns listade i Catalogue of Life.